# Меноше, Дени
Дени Меноше (фр. Denis Menochet; род. 18 сентября 1976, Анген-ле-Бен, департамент Валь-д’Уаз, Франция) — французский киноактер.

## Биография
Дени Меноше родился 18 сентября 1976 года в городе Анген-ле-Бен, что в департаменте Валь-д’Уаз во Франции. Актерскую карьеру начал в 2003 году с ролей в телесериалах. В следующем году дебютировал в большом кино, сыграв небольшие роли в фильмах «Осень» режиссера Раупов Макги и «Пароль учетной записи двойной» Сесиль Вернант.
Самым известным из фильмов середины 2000-х годов, в котором принял участие Дени Меноше стал драматический триллер режиссера Питера Уэббера «Ганнибал: Восхождение», где его партнерами по съемочной площадке стали Гаспар Ульель, Гун Ли, Рис Иванс и Доминик Уэст.
В 2009 году Меноше снялся в известном боевике культового режиссера Квентина Тарантино «Бесславные ублюдки», где совместно с ним сыграли Брэд Питт, Кристоф Вальц, Диана Крюгер и Майкл Фассбендер. Другими наиболее заметными его ролями стали военная драма Розлина Боша «Облава» (2010) с Жаном Рено и Мелани Лоран в главных ролях и исторический боевик Ридли Скотта «Робин Гуд» (2010) с Расселом Кроу и Кейт Бланшетт.
В 2011 году Дени Меноше снялся в боевике «Отряд особого назначения» и работе Мелани Лоран «Родные», за роль в которой была отмечена французской кинопремией «Люмьер» как самый Перспективный молодой актер.
В 2019 году Дени Меноше сыграл одну из главных ролей в фильме Франсуа Озона «По воле божьей», который был отобран в основной конкурсной программы 69-го Берлинского международного кинофестиваля, где состоится его мировая премьера.

## Фильмография
| Год  |   | Русское название                                                      | Оригинальное название          | Роль                          |
| ---- | - | --------------------------------------------------------------------- | ------------------------------ | ----------------------------- |
| 2005 | ф | Усы                                                                   | La Moustache                   | официант                      |
| 2007 | ф | Ганнибал: Восхождение                                                 | Hannibal Rising                | шеф полиции                   |
| 2007 | ф | Жизнь в розовом цвете                                                 | La Môme                        | журналист                     |
| 2007 | ф | Пропавшая в Довиле                                                    | La Disparue de Deauville       | Жан-Люк                       |
| 2008 | ф | Очень, очень крупное предприятие                                      | La Très Très Grande Entreprise | Жиль                          |
| 2009 | ф | Я тебя съем                                                           | Je te mangerais                |                               |
| 2009 | ф | Бесславные ублюдки                                                    | Inglourious Basterds           | Перье ЛаПадит                 |
| 2010 | ф | Облава                                                                | La Rafle                       | адъютант в лагере             |
| 2010 | ф | Босиком по слизнякам                                                  | Pieds nus sur les limaces      | Пьер                          |
| 2010 | ф | Робин Гуд                                                             | Robin Hood                     | Адемар                        |
| 2011 | ф | Отряд особого назначения                                              | Forces spéciales               | Лукас                         |
| 2011 | ф | Каникулы на море                                                      | Le Skylab                      | дядя Роже                     |
| 2011 | ф | Родные                                                                | Les Adoptés                    | Алекс                         |
| 2012 | ф | Мои мелкие поступки                                                   | Je me suis fait tout petit     | Иван                          |
| 2012 | ф | В доме                                                                | Dans la maison                 | Рафаэль Артоль                |
| 2013 | ф | Гранд Централ. Любовь на атомы                                        | Grand Central                  | Тони                          |
| 2013 | ф | Вулкан страстей                                                       | Eyjafjallajökull               | Иезекииль                     |
| 2015 | ф | Допинг                                                                | The Program                    | Йохан Брюнель                 |
| 2016 | ф | Танцовщица                                                            | La Danseuse                    | Рубен                         |
| 2016 | ф | Кредо убийцы                                                          | Assassin’s Creed               | Макгоуэн                      |
| 2017 | ф | Опекунство                                                            | Jusqu'à la garde               | Антуан Бессон                 |
| 2018 | ф | Мария Магдалина                                                       | Mary Magdalene                 | Даниэль                       |
| 2018 | ф | Операция «Шаровая молния»                                             | Entebbe                        | Жак Ле Мойн                   |
| 2018 | ф | Видок: Охотник на призраков                                           | L'Empereur de Paris            | Дюбийяр                       |
| 2018 | ф | По воле божьей                                                        | Grâce à Dieu                   | Франсуа                       |
| 2019 | ф | Магия зверя                                                           | Seules les bêtes               | Алекс                         |
| 2020 | ф | Французский вестник. Приложение к газете «Либерти. Канзас ивнинг сан» | The French Dispatch            | тюремный охранник             |
| 2021 | ф | Мавританец                                                            | The Mauritanian                | Эммануэль                     |
| 2022 | ф | Петер фон Кант                                                        | Peter von Kant                 | Петер фон Кант                |
| 2022 | ф | Хищники                                                               | As bestas                      | Антони                        |
| 2023 | ф | Все страхи Бо                                                         | Disappointment Blvd.           |                               |
| 2024 | с | Месье Спейд                                                           | Monsieur Spade                 | начальник полиции Патрис Мишо |
| 2023 | ф | Слухи                                                                 | Rumours                        | Сильвен Булез                 |